# آرثر ستراتون
آرثر ستراتون (بالإنجليزية: Arthur Stratton)‏ هو كاتب أمريكي، ولد في 1911 في مدينة براونشفايغ في ألمانيا، وتوفي في 3 سبتمبر 1975.